# Доротей I Гревенски
Вижте пояснителната страница за други личности с името Доротей.
Доротей (на гръцки: Δωρόθεος) е православен духовник, митрополит на Охридската архиепископия от първата половина на XVI век.

## Биография
Доротей е споменат като гревенски митрополит в едно синодално писмо на архиепископ Йоасаф Солунски от 30 октомври 1528 година до игумена на Завордския манастир йеромонах Никанор.